# Cladaster
Genre
Cladaster est un genre d'étoiles de mer qui appartient à la famille des Goniasteridae.

## Liste d'espèces
Selon World Register of Marine Species (9 janvier 2015) :
- Cladaster analogus Fisher, 1940 -- Océan austral
- Cladaster katafractarius Mah, 2018 -- Océan indien (selon WoRMS, mais holotype de Nouvelle-Calédonie)
- Cladaster macrobrachius H.L. Clark, 1923 -- Afrique du Sud
- Cladaster rudis Verrill, 1899 -- Caraïbes
- Cladaster validus Fisher, 1910 -- Pacifique nord

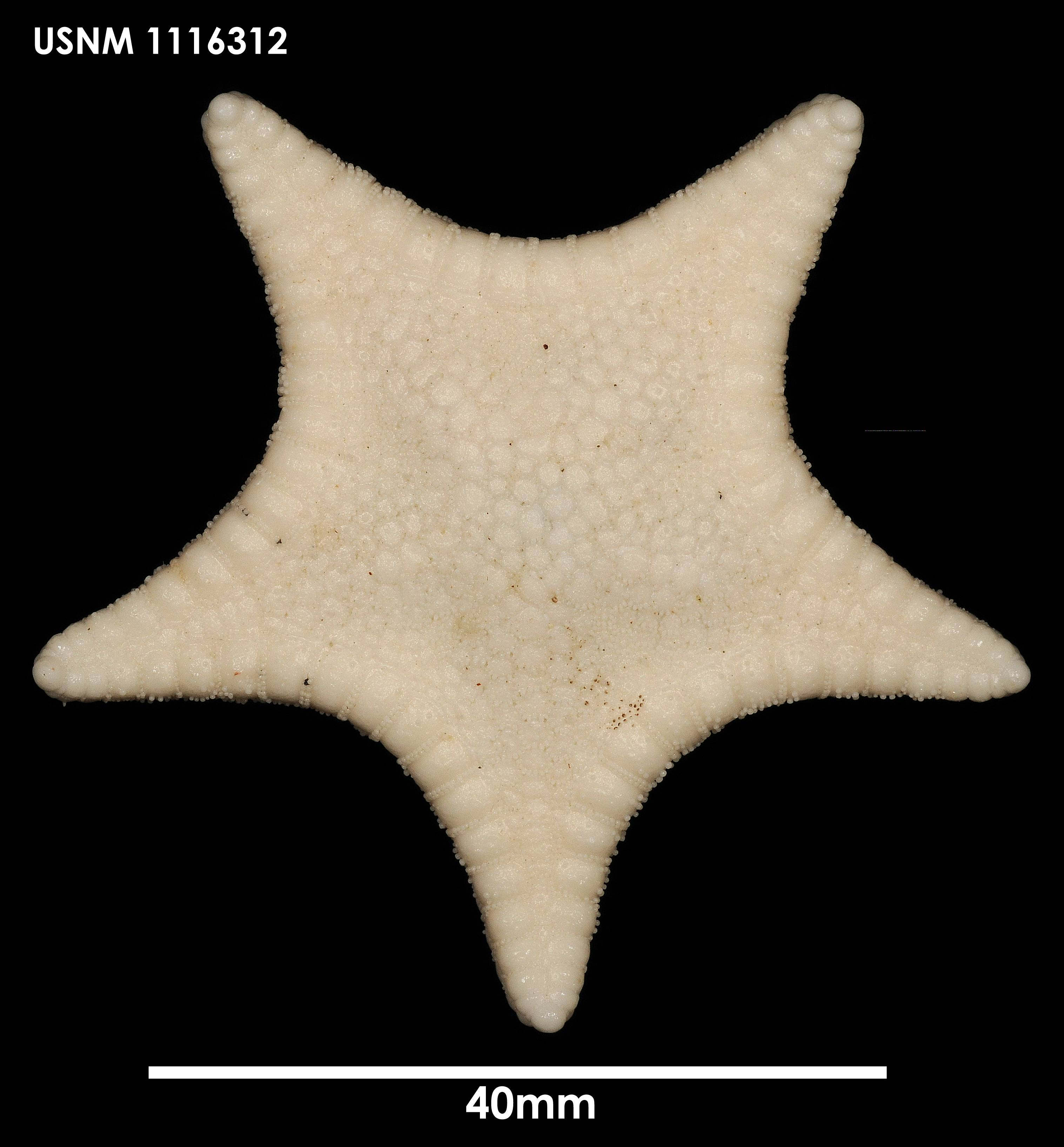
Cladaster analogus
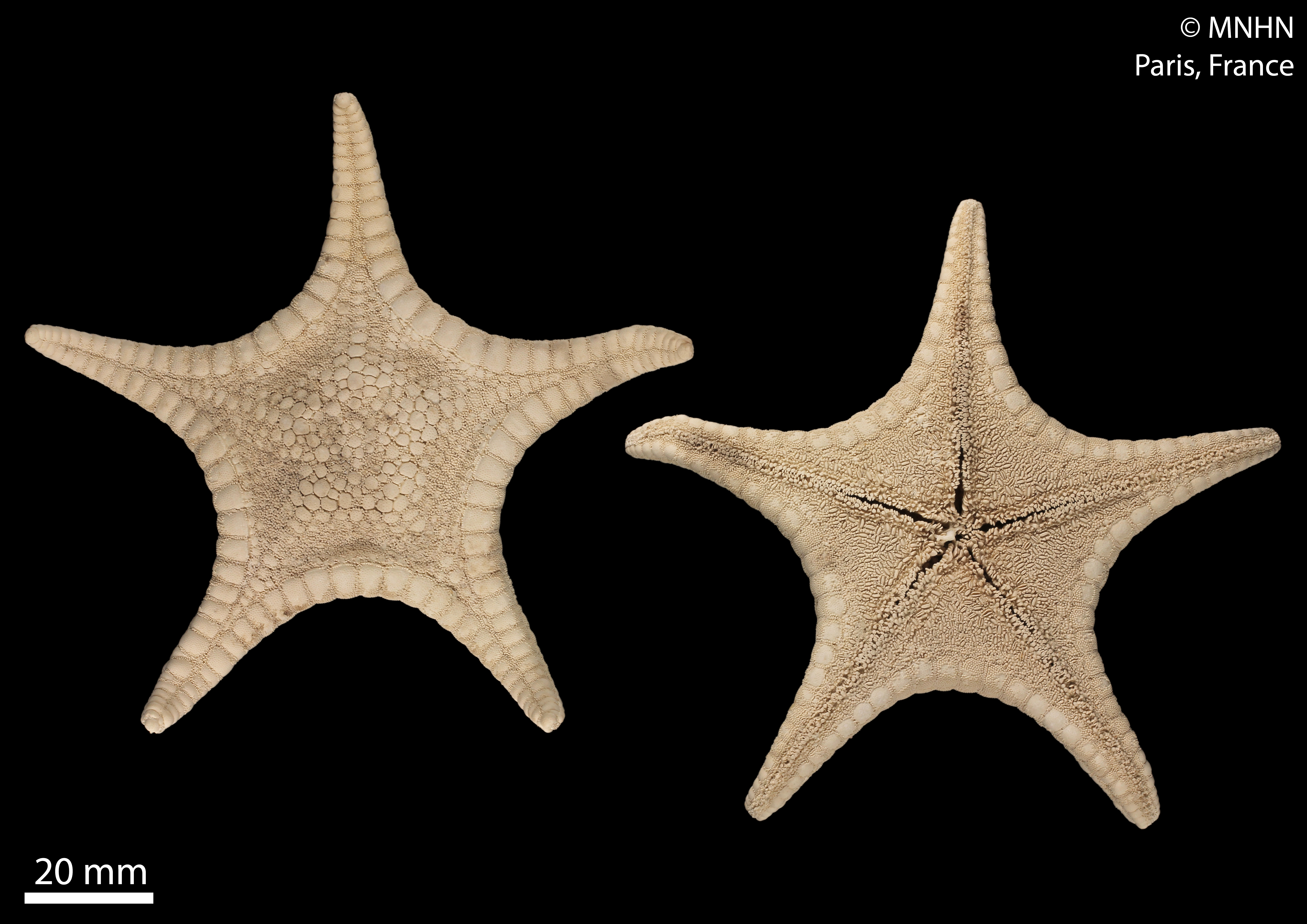
Cladaster katafractarius
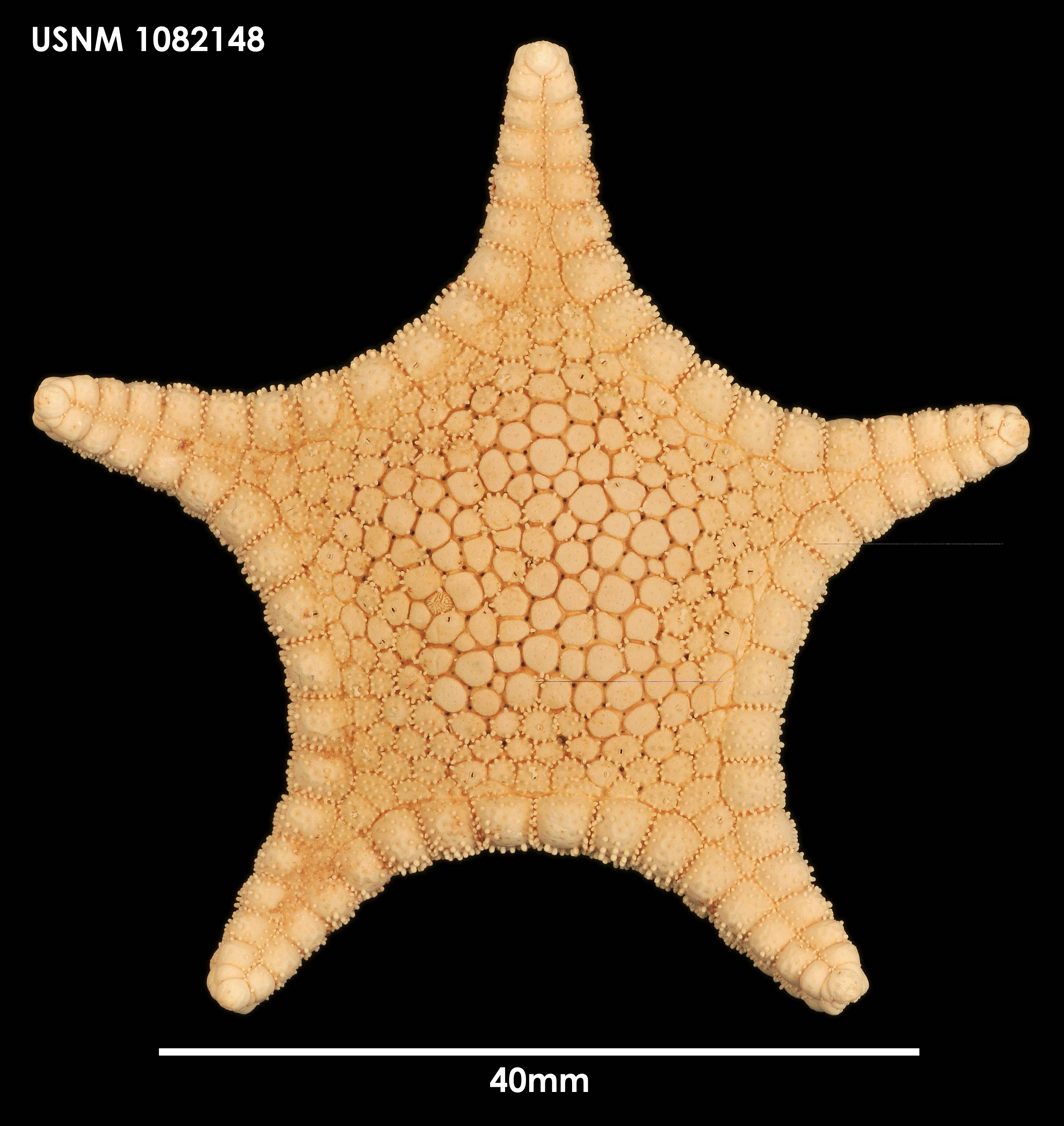
Cladaster macrobrachius
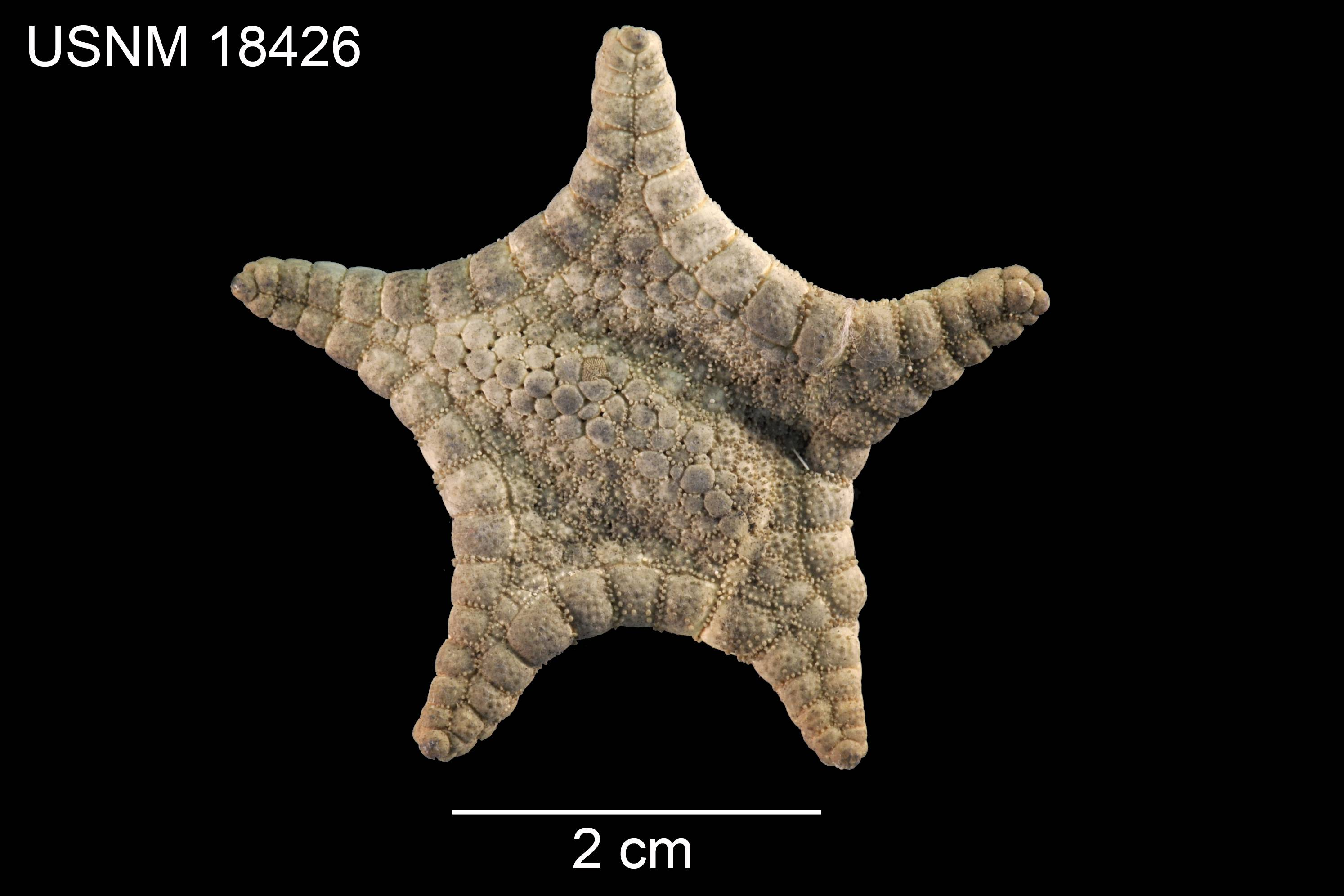
Cladaster rudis